# Luigi Marchesi (sculpteur)
Pour les articles homonymes, voir Luigi Marchesi (homonymie).
Luigi Marchesi (né à Saltrio près de Milan le 16 avril 1799 – mort à  Saltrio, le 28 décembre 1874) est un sculpteur néoclassique italien.

## Biographie
Luigi Marchesi est le frère cadet de Pompeo Marchesi et fils de Carlo Gerolamo, sculpteur de profession actif au chantier du Dôme de Milan.
Sur le conseil de son père, il fréquenta l'Académie de Brera à Milan, où il reçut des éloges.
En 1823, il fit partie également des sculpteurs milanais actifs au chantier du dôme de Milan. Il eut comme collègues Benedetto Cacciatori, Giovanni Piazza, Gerolamo Rusca, Abbondio Sangiorgio, et Francesco Somaini.
Pendant ses quarante années d'activité, il réalisa pour la cathédrale de Milan plus de trente statues parmi lesquelles celles des saints Mario, Marthe, Audiface et Abaco, saint Calimero, saint Patrice et  saint Ignace de Loyola.

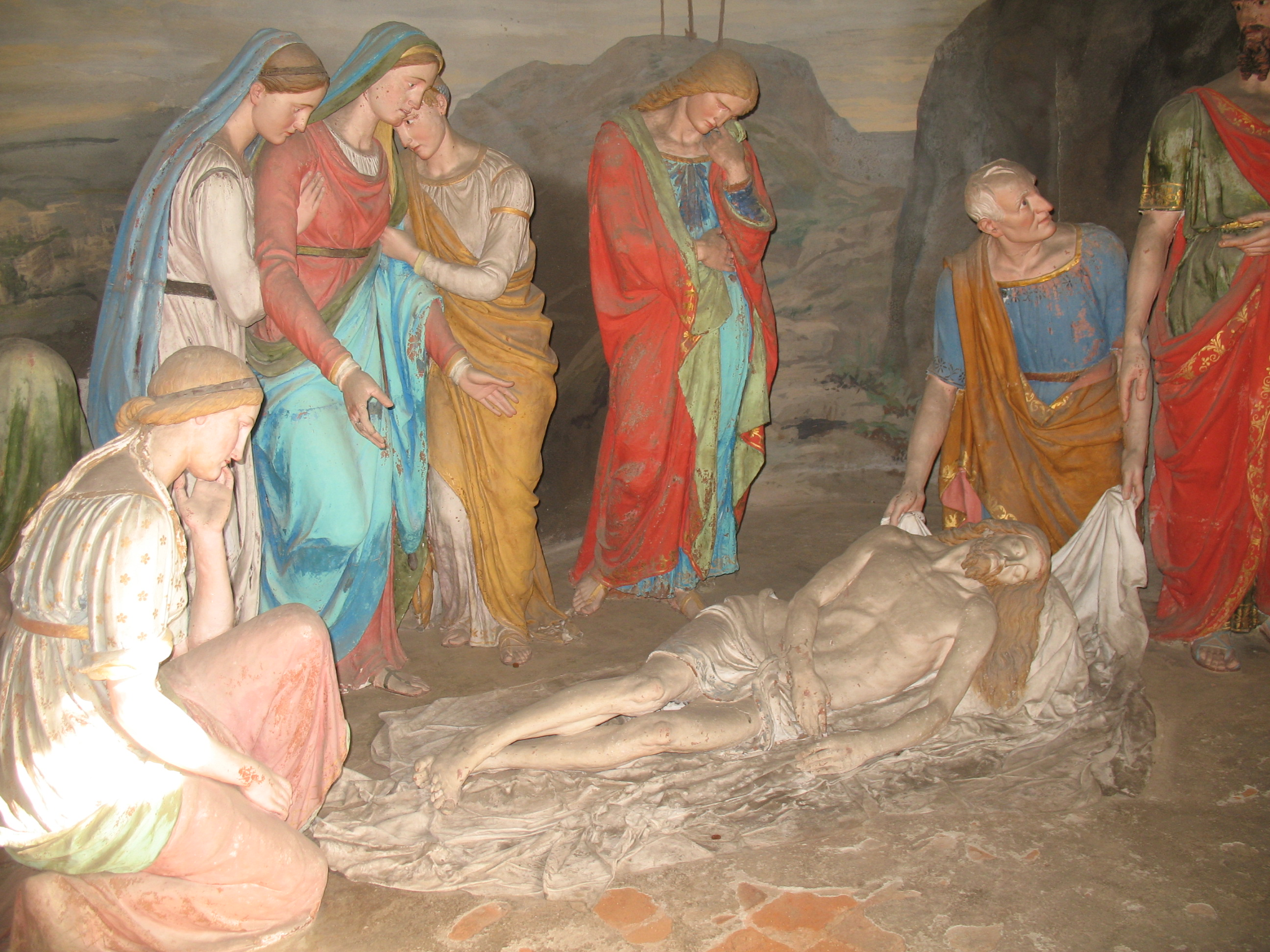
Déposition de Jésus sur le Suaire (1826, Mont Sacré de Varallo, chapelle XLI).

## Œuvres
Principales réalisations:
- Jésus déposé sur le suaire (1823-1826) (terre cuite), chapelle du Mont Sacré de Varallo.
- Dei consenti(1836-1838) statues Palais du comte Paolo De Tarsis, Milan[2].
- La Carità sul fastigio et La fondazione dello Stabilimento, façade et intérieur de l'hôpital Fatebenefratelli, Milan.
- Buste de la  noble dame Felicia Giovio Perpenti, Villa Olmo, Côme
- Bustes de ses parents (1838), chapelle de la famille à Saltrio
- La Fondation de Milan (bas-relief), Caselli Daziari, Porta Venezia, Milan.
- Buste de la comtesse Laura Visconti Ciceri (1839)
- Monument à la comtesse Laura Visconti Ciceri, inauguré le 18 avril 1848, pendant les Cinq journées de Milan.
- Bas-relief en stuc de la fondation de l'hôpital Fatebenefratelli, composé de treize images apposées sur le fronton de l'édifice.
- Atlantes et contours architectureaux  de l'Hôtel Palace, Lugano
- Anges, maître-autel, église Santa Cristina, Affori
- Jésus-Christ et deux anges (d'après Giacomo Tazzini), abside, église Santa Maria Podone, Milan
- Monument au physicien Francesco Valcamonica, hôpital, Vimercate
- Vierge de l'église paroissiale des saints Gervais et Protais,
- Vierge de la ceinture (cintola), église des saints Pierre et Paul, Castellanza di Biumo Inferiore, Varèse.

## Sources
- (it) Cet article est partiellement ou en totalité issu de l’article de Wikipédia en italien intitulé « Luigi Marchesi » (voir la liste des auteurs).